# Holger Brülls
Holger Brülls (* 1962 in Mönchengladbach) ist ein deutscher Kunst- und Architekturhistoriker sowie Denkmalpfleger.

## Leben
Brülls studierte Kunstgeschichte, Deutsche Philologie und Psychologie an der Rheinischen Friedrich-Wilhelms-Universität in Bonn. 1991 erfolgte seine Promotion an der Bonner Universität mit der Dissertation Romanik, Romantik und Moderne. Rezeption frühmittelalterlicher Bauformen in der deutschen Sakralarchitektur zwischen den Weltkriegen zum Dr. phil. Seine Arbeit erschien 1994 mit dem Titel Neue Dome. Wiederaufnahme romanischer Bauformen und antimoderne Kulturkritik im Kirchenbau der Weimarer Republik und der NS-Zeit im Verlag für Bauwesen.
Seit 1992 ist Brülls Konservator am Landesamt für Denkmalpflege und Archäologie Sachsen-Anhalt in Halle an der Saale. Als praktischer Denkmalpfleger ist er Gebietsreferent für die Städte Dessau und Köthen sowie den Landkreis Anhalt-Bitterfeld. Er war Lehrbeauftragter an der Bauhaus-Universität Weimar und übernimmt regelmäßig Lehraufträge an der Martin-Luther-Universität Halle-Wittenberg.
Holger Brülls ist Autor und Herausgeber zahlreicher Publikationen zur Kunst- und Baugeschichte, insbesondere des 19. und 20. Jahrhunderts, zur Praxis und Theorie der Denkmalpflege, zur Orgeldenkmalpflege und zur Glasmalerei. Er war von 2011 bis 2016 Mitglied des Hauptausschusses der Gesellschaft der Orgelfreunde.

## Veröffentlichungen (Auswahl)

### Autor
- Neue Dome. Wiederaufnahme romanischer Bauformen und antimoderne Kulturkritik im Kirchenbau der Weimarer Republik und der NS-Zeit. (Dissertationsschrift), Verlag für Bauwesen, Berlin / München, ISBN 978-3-345-00560-2.
- Kein Kreuz. Das Büdericher Mahnmal für die Toten der Weltkriege von Joseph Beuys. Geschichtsverein Meerbusch, Meerbusch 1995, ISBN 978-3-9804756-0-0.
- Denkmalverzeichnis Sachsen-Anhalt 4. Band: Stadt Halle. mit Dorothee Honekamp, Fliegenkopf-Verlag, Halle 1996, ISBN 978-3-910147-62-1.
- Alvar Aaltos Kirchen. Hinz und Kunst, Braunschweig 1999, ISBN 978-3-922618-20-1.
- Ladegast-Orgeln in Sachsen-Anhalt. Imhof, Petersberg 2005, ISBN 978-3-86568-020-4.
- Licht gestalten. Positionen zeitgenössischer Glasmalerei in und aus Sachsen-Anhalt. Landesheimatbund Sachsen-Anhalt, Halle 2008.
- L' art contemporain du vitrail en Allemagne. Zeitgenössische Glasmalerei in Deutschland. Centre International du Vitrail, Chartres 2012, ISBN 978-2-908077-06-3.
- Spiritualität + Sachlichkeit. Maria Eulenbruch und die moderne Sakralplastik nach dem Ersten Weltkrieg. Christliches Bildungswerk DIE HEGGE, Willebadessen-Niesen 2015, ISBN 978-3-944146-83-6.
- Moderne und Monumentalität. Das Landesmuseum für Vorgeschichte in Halle von Wilhelm Kreis und seine expressionistischen Wandbilder. Landesamt für Denkmalpflege und Archäologie Sachsen-Anhalt, Halle 2016, ISBN 978-3-944507-52-1.
- Reise ins Licht. Glasmalerei in Sachsen-Anhalt vom Expressionismus bis zur Gegenwart. Landesamt für Denkmalpflege und Archäologie Sachsen-Anhalt / Landesmuseum für Vorgeschichte, Halle 2022, ISBN 978-3-948618-49-0.
- Architekturführer Halle an der Saale. mit Thomas Dietzsch, 2. Auflage, DOM publishers, Berlin 2022, ISBN 978-3-86922-093-2.

### Herausgeber
- Kunstgeschichtliche Studien. Hugo Borger zum 70. Geburtstag. mit Achim Preiss, Verlag und Datenbank für Geisteswissenschaften, Kromsdorf 1996.
- Synagogen in Sachsen-Anhalt. Verlag für Bauwesen, Berlin 1998, ISBN 978-3-345-00653-1.
- Friedrich Ladegast in Pforta. Festschrift zur Restaurierung der historischen Ladegast-Orgel in der Aula der Landesschule Pforta im Jahr des 100. Todestages des Orgelbauers. Landesschule Pforta, Pforta 2005.
- Gottfried Bandhauers Spital in Köthen. Festschrift zur Wiederherstellung und Neueröffnung als Europäische Bibliothek für Homöopathie. Köthen 2009, ISBN 3-910017-11-8.
- Romanik in neuem Licht. Die Fenster der Klosterkirche zu Jerichow. mit Ulrike Wendland, Landesamt für Denkmalpflege und Archäologie Sachsen-Anhalt, Halle (Saale)/Jerichow 2009, ISBN 978-3-939414-38-4.
- Hubert Spierling. Malerei + Glasmalerei. Ferdinand Schöningh, Paderborn 2010, ISBN 978-3-506-77000-4.
- Jochem Poensgen. Architektur des Lichts. Werke Entwürfe Texte 1956–2012. Verlag Schnell und Steiner, Regensburg 2013, ISBN 978-3-7954-2530-2.
- Gegen Licht. Günter Grohs. Neue Glasmalerei. Michael Imhof, Petersberg 2013, ISBN 978-3-86568-954-2